# Loungo
Loungo är en ort i Burkina Faso.   Den ligger i regionen Nord, i den centrala delen av landet, 110 km nordväst om huvudstaden Ouagadougou. Loungo ligger 303 meter över havet och antalet invånare är 723.
Terrängen runt Loungo är platt. Runt Loungo är det ganska tätbefolkat, med 120 invånare per kvadratkilometer.. Det finns inga andra samhällen i närheten.
Omgivningarna runt Loungo är en mosaik av jordbruksmark och naturlig växtlighet.